# Stellaria congestiflora
Stellaria congestiflora là loài thực vật có hoa thuộc họ Cẩm chướng. Loài này được H. Hara miêu tả khoa học đầu tiên năm 1977.